# Jana Malknechtová
Jana Malknechtová (* 19. August 1940) ist eine tschechische Schauspielerin und Sängerin.

## Leben
Im Gesang machte Malknechtová einige Erfahrungen in Tanzorchestern in Teplice (Teplitz) und Ústí nad Labem (Aussig), wo sie sich für Swing interessierte. Nach einem weiteren Zwischenaufenthalt in einem Puppentheater in Erzgebirge kam sie zur Prager Kleinkunstbühne Semafor (die von der kommunistischen Partei kritisch beobachtet wurde), wo sie zwischen dem 1. September 1962 bis zum 31. Juli 1965 tätig war. Ursprünglich sollte sie die damals schon populäre Sängerin Eva Pilarová ersetzen, die zwischen 1962 und 1964 einen Gastauftritt im Theater Rokoko hatte. In Semafor hat sie einige Hits aufgenommen (insbesondere Theo, já tě mám tolik ráda). Außer in den Semafor-Aufführungen (wie Šest žen) spielte sie auch im Filmmusical Kdyby tisíc klarinetů, Konkurs und Lov na mamuta.
Nachdem sie geheiratet hat, emigrierte sie nach Schweden und beendete so ihre Karriere in der Tschechoslowakei.

## Filmografie
- 1964: Wettbewerb (Konkurs)
- 1965: Lov na mamuta
- 1965: Kdyby tisíc klarinetů